# ガルカイヨ
ガルカイヨ（ガルカイオ、ガルカヨ、英: Galcaio, Galkayo、ソマリ語: Gaalkacyo、アラビア語: جالكعيو）はソマリア中部の内陸都市。6つの街道が集まり、エチオピアとの国境付近にある要所である。治安もソマリアにしてはよいため、外国からの援助機関のいくつかはここに拠点を設けている。人口は推定で85,252人。南半分はガルムドゥグ、北半分はプントランドの支配下にある。北半分はビジネスが盛んであるが、南部は貧しい。

## 概要
ガルカイヨは6つの街道が集まる要所であり、それぞれの道はガローウェ、エイル、ホビョ、ガリンサー、エチオピアなどに繋がっている。町の東には空港もある。
1991年のソマリア内戦勃発以来、北はダロッド氏族、南はハウィエ氏族が支配している。両氏族の争いは1930年代から続いている。それでもソマリア中南部の中では治安がいいほうである。ソマリア南部では2006年から2009年現在に至るまで激戦が続いており、ガルカイヨは南部から北部へと逃亡する人が必ず通る町である。ガルカイヨには大きな病院があるため、それが目的で来る人も多い。これらの人のための難民キャンプもある。
ガルカイヨ空港は2009年現在も稼動中であり、プントランドが支配している。ジブチ国際空港、パリ・シャルル・ド・ゴール国際空港、ロンドン・ガトウィック空港、ドバイ国際空港との定期便がある。

## 歴史
19世紀の終わり、マジェルテーン支族（ソマリ族ダロッド氏族）の族長ユスフ・アリ・キーナディド (Yusuf Ali Keenadid) が、保護領となることを条件にイタリアの支援を受け、ホビョを首都としたホビョ王国 (Sultanate of Hobyo) を建て、ガルカイヨも支配下に入れた。しかし1925年、イタリアのチェザーレ・マリア・デ・ヴェッキ (Cesare Maria De Vecchi) の侵略によりホビョ王国はガルカイヨも含めてイタリア領ソマリランドの一部となった。この頃にはすでに北ガルカイヨはダロッド氏族、南ガルカイヨはハウィエ氏族が住み分けるようになっていた。
1960年、ソマリアは独立を果たす。しかし1977年から1988年にかけて起こったエチオピアとの戦争などが遠因となり、1991年にはソマリア内戦が発生した。1993年、ソマリア政府を事実上掌握していたモハメッド・ファッラ・アイディードの属する大氏族ハウィエが、別の大氏族ダロッドを追い出してガルカイヨを支配した。しかしアイディードがアメリカ合衆国から敵対視されるなどしたため、ハウィエ氏族に有利なまま終わらず、ダロッド氏族との抗争は続いた。結局、北ガルカイヨはダロッド氏族、南ガルカイヨはハウィエ氏族が支配することで一応落ち着き、その境界はグリーンラインと呼ばれ、明確な検問などがあるわけではないが、一般市民、特に男性は通行が難しい状況が続いた。1998年にはソマリア北東部のダロッド氏族居住区がプントランドとして事実上独立し、北ガルカイヨもプントランドの一部となった。
2005年1月には国境なき医師団(MSF)が病院経営を始めるが、氏族対立のため南北それぞれに病院を作る必要があった。しかしMSFとプントランド政府との折り合いが付かず、北ガルカイヨでの病院経営は2006年6月に終了している。一方、ハウィエ氏族は2006年8月、南ガルカイヨを州都としてソマリア内の独立地域ガルムドゥグを作った。
この頃、ソマリア南部のイスラーム勢力イスラム法廷会議(ICU)が徐々に勢力範囲を北に広げてガルカイヨに迫っていたが、2006年末にソマリア暫定連邦政府がプントランド軍とエチオピア軍の力を借りて反撃を開始し、ICUがほぼ壊滅するまでに勝利した。この戦闘で国境なき医師団が一時避難していたが、2007年1月には戻ってきている。また、この戦闘でガルムドゥグの領土が大きく取り返されたため、ハウィエ氏族とダロッド氏族の関係はやや改善した。ガルムドゥグもソマリア暫定連邦政府に協力することとなった。
2007年7月には南北ガルカイヨ融和の一環として、ユニセフの支援で南北から通える小学校の建設が進められている。この頃にはソマリアの首都モガディシュで戦闘が激化しており、ガルカイヨへの避難民が急増している。避難民と民兵が増えたため、町の治安は大きく悪化した。
2008年6月には南ガルカイヨからプントランドが支配するガルカイヨ空港に砲弾が打ち込まれている。また7月にはハウィエ氏族の族長がダロッド氏族の者に暗殺される事件も発生している。8月にはソマリア軍の司令官が殺されている。
2008年8月からユニセフとその協力機関はガルカイヨの子供に栄養補助食品UNIMIXを支給している。
2009年4月にはガルカイヨで自動車で移動中の政府要人が手榴弾攻撃で暗殺されている。
2009年6月には栄養状態の悪化から、はしかなどの伝染病が広がっている。
2018年11月26日、アル・シャバブの戦闘員が、市内に存在するスーフィーの聖廟を襲撃。15人が死亡、10人が負傷した。

## 出身者
- アブドゥラヒ・ユスフ プントランド、ソマリア暫定連邦政府の元大統領。